# Auenstein
Auenstein est une commune suisse du canton d'Argovie, située dans district de Brugg.

Photo aérienne (1953).